# تيد ن. س. ويلسون
تيد ن. س. ويلسون (بالإنجليزية: Ted N. C. Wilson)‏ هو عالم عقيدة أمريكي، ولد في 10 مايو 1950 في تاكوما بارك في الولايات المتحدة.